# Тенон
Тено́н (фр. Thenon) — коммуна во Франции, находится в регионе Аквитания. Департамент — Дордонь. Административный центр кантона От-Перигор-Нуар. Округ коммуны — Перигё.
Код INSEE коммуны — 24550.

## География

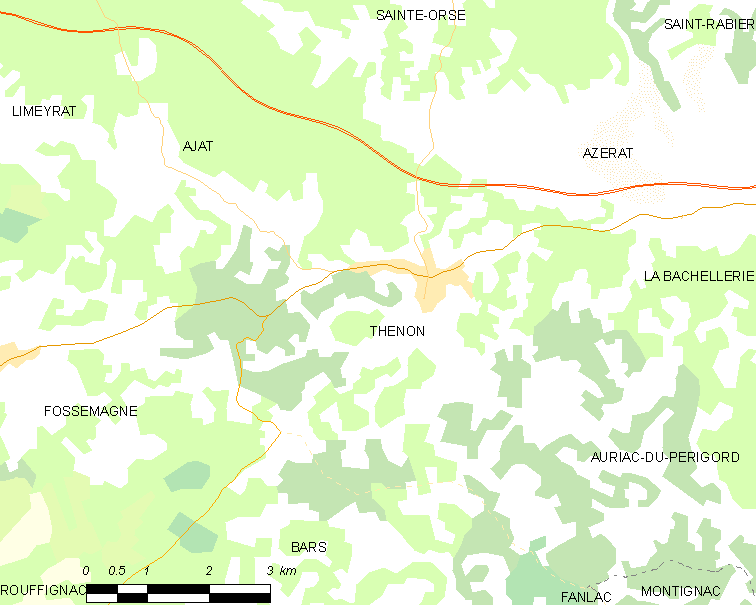
Карта коммуны

Коммуна расположена приблизительно в 430 км к югу от Парижа, в 135 км восточнее Бордо, в 29 км к востоку от Перигё.

### Климат
Климат умеренный океанический со средним уровнем осадков, которые выпадают преимущественно зимой. Лето здесь долгое и тёплое, однако также довольно влажное, здесь не бывает регулярных периодов летней засухи. Средняя температура января — 5 °C, июля — 18 °C. Изредка вследствие стечения неблагоприятных погодных условий может наблюдаться непродолжительная засуха или случаются поздние заморозки. Климат меняется очень часто, как в течение сезона, так и год от года.

## Население
Население коммуны на 2010 год составляло 1277 человек.
| 1962 | 1968 | 1975 | 1982 | 1990 | 1999 | 2010 |
| ---- | ---- | ---- | ---- | ---- | ---- | ---- |
| 1130 | 1096 | 1253 | 1259 | 1339 | 1204 | 1277 |

## Администрация
| Период | Период | Фамилия      | Партия                    | Примечания |
| ------ | ------ | ------------ | ------------------------- | --- |
| 1971   | 1983   | Роже Дешам   | Социалистическая партия   | |
| 1983   | 2020   | Доминик Буке | Союз за народное движение | ветеринар; генеральный советник кантона Тенон (1982—2015); советник департамента от кантона От-Перигор-Нуар (с 2015) |

## Экономика
В 2010 году среди 743 человек трудоспособного возраста (15-64 лет) 521 были экономически активными, 222 — неактивными (показатель активности — 70,1 %, в 1999 году было 64,7 %). Из 521 активных жителей работали 453 человека (237 мужчин и 216 женщин), безработных было 68 (37 мужчин и 31 женщина). Среди 222 неактивных 44 человека были учениками или студентами, 88 — пенсионерами, 90 были неактивными по другим причинам.

## Фотогалерея

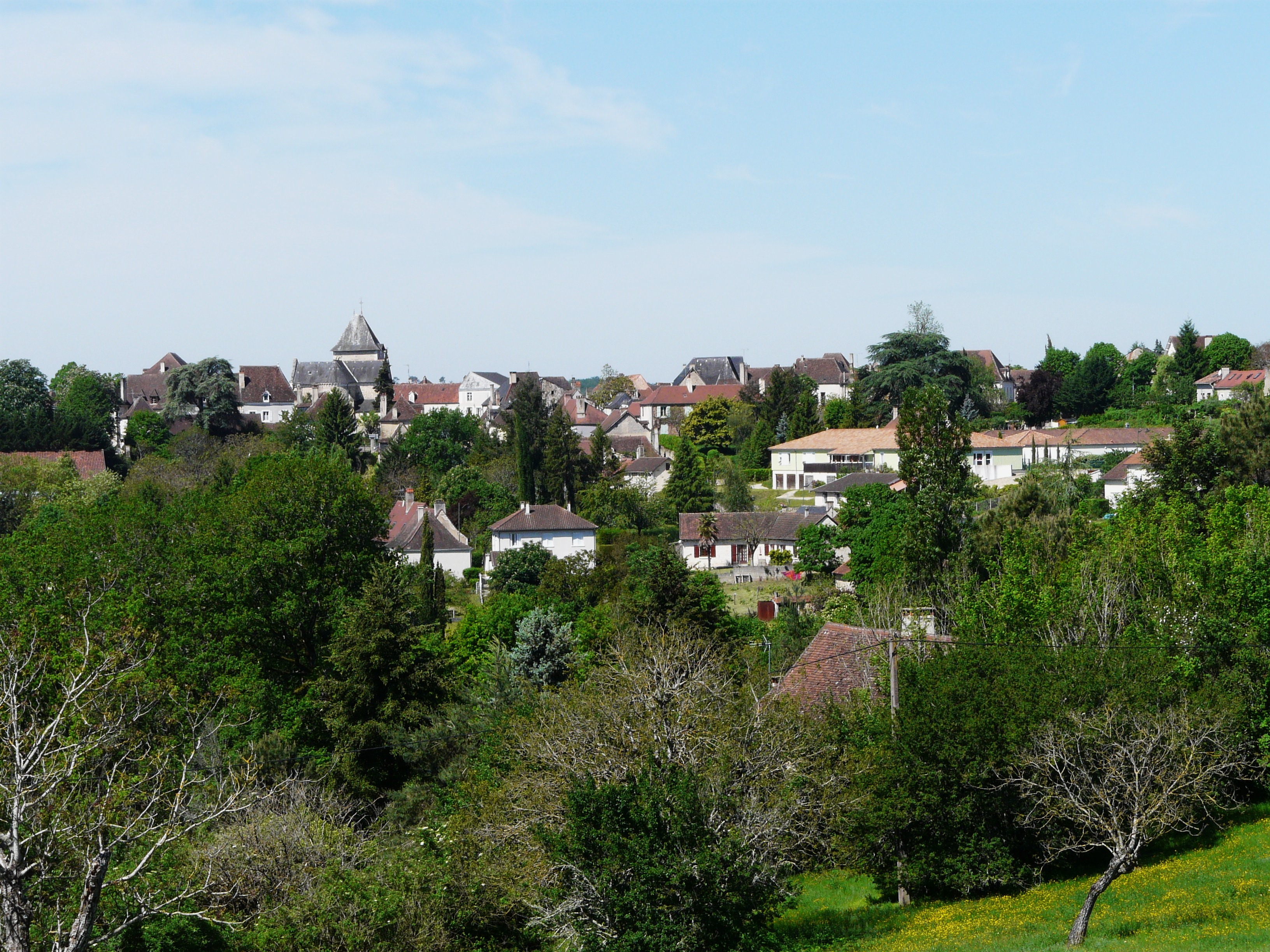
Тенон
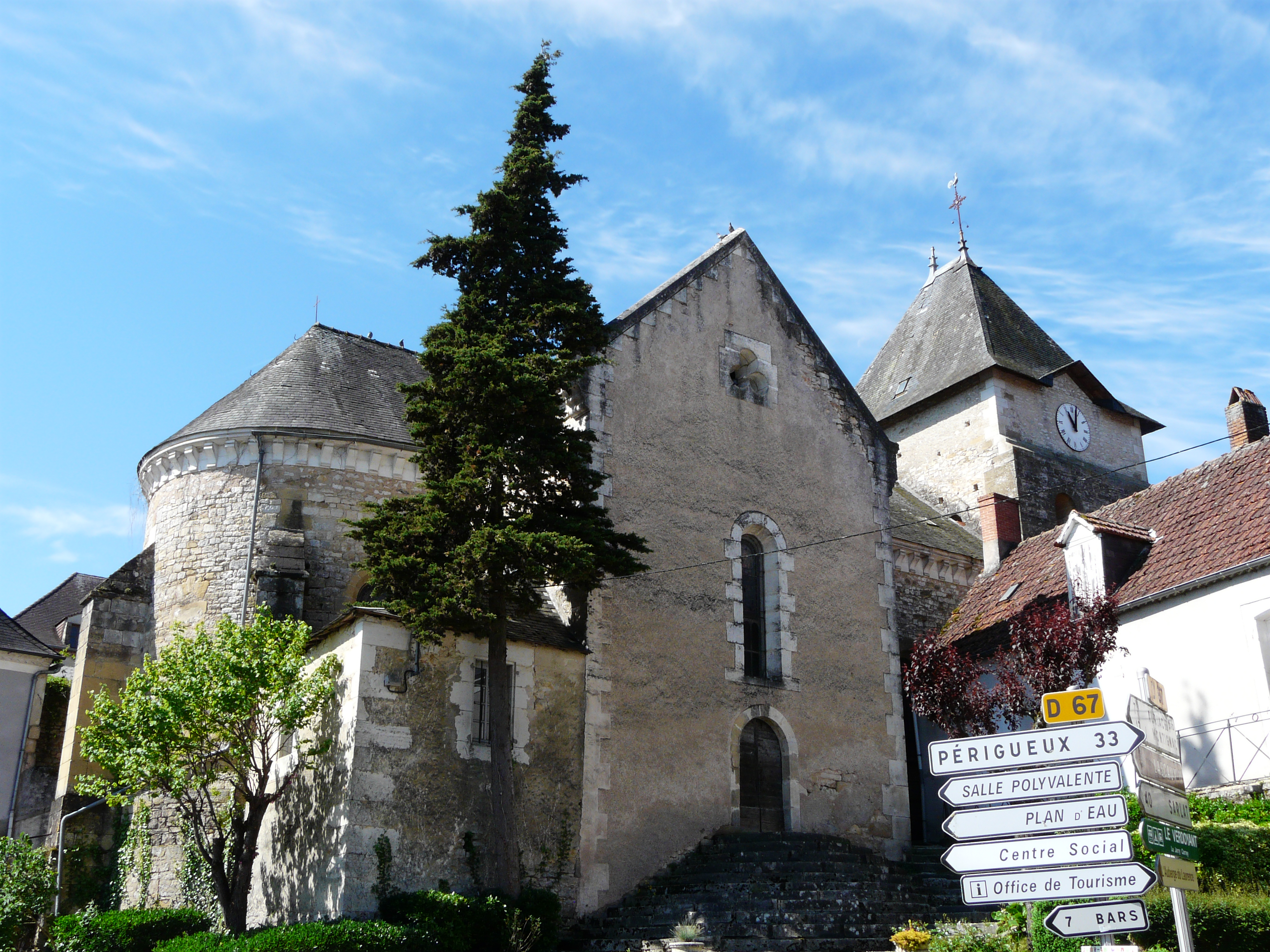
Церковь Св. Марциала
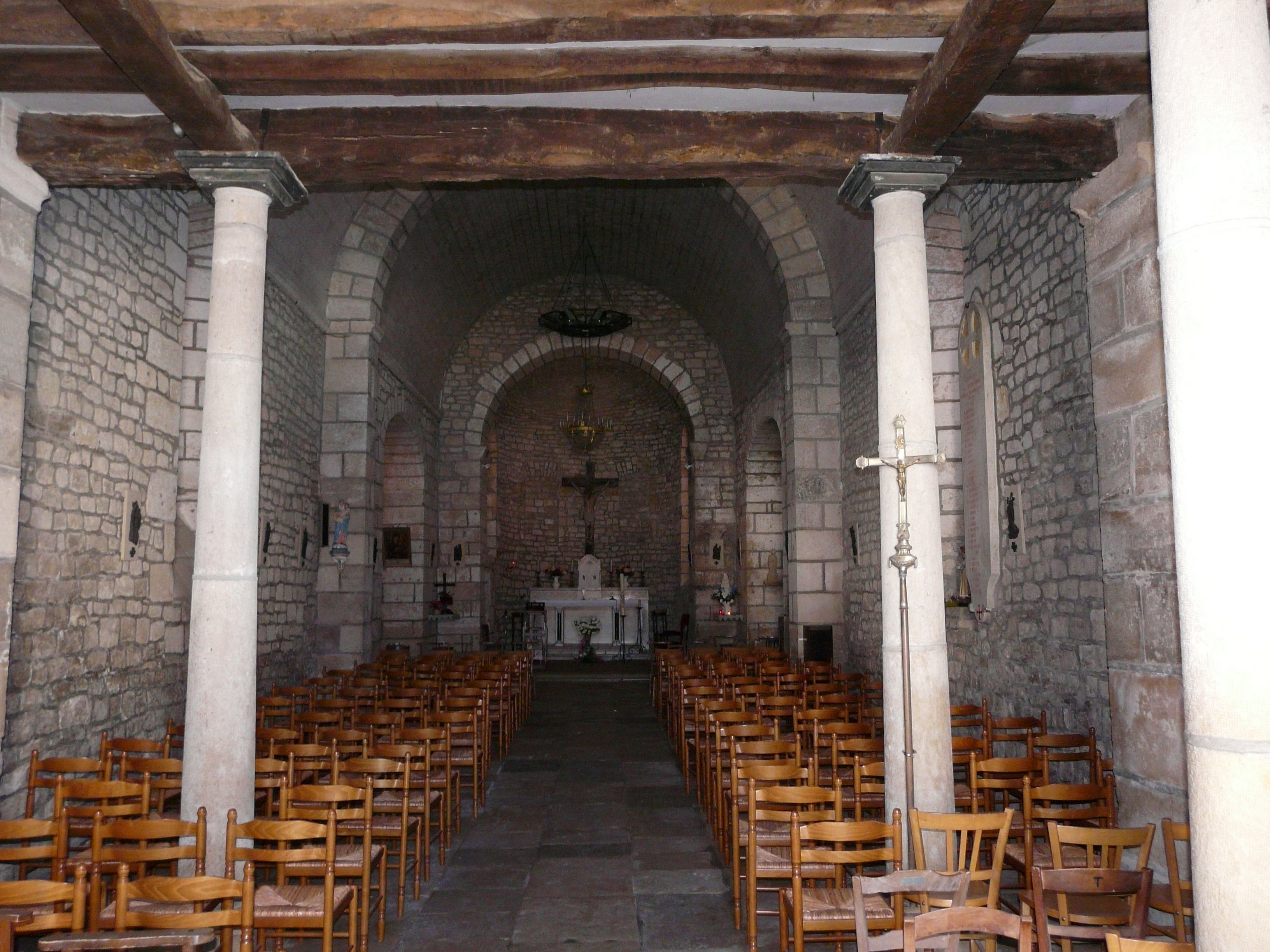
Интерьер церкви
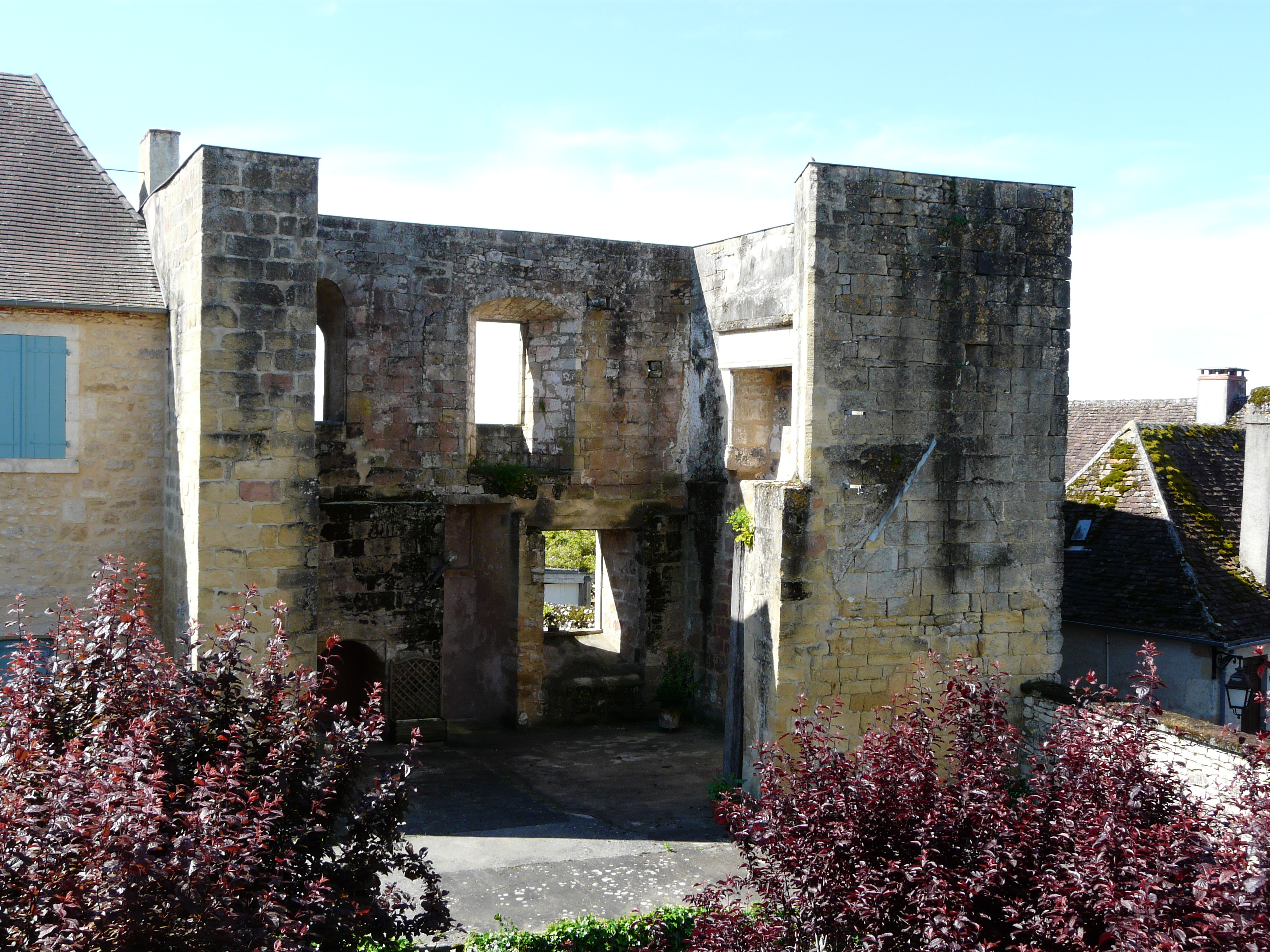
Руины замка Тенон
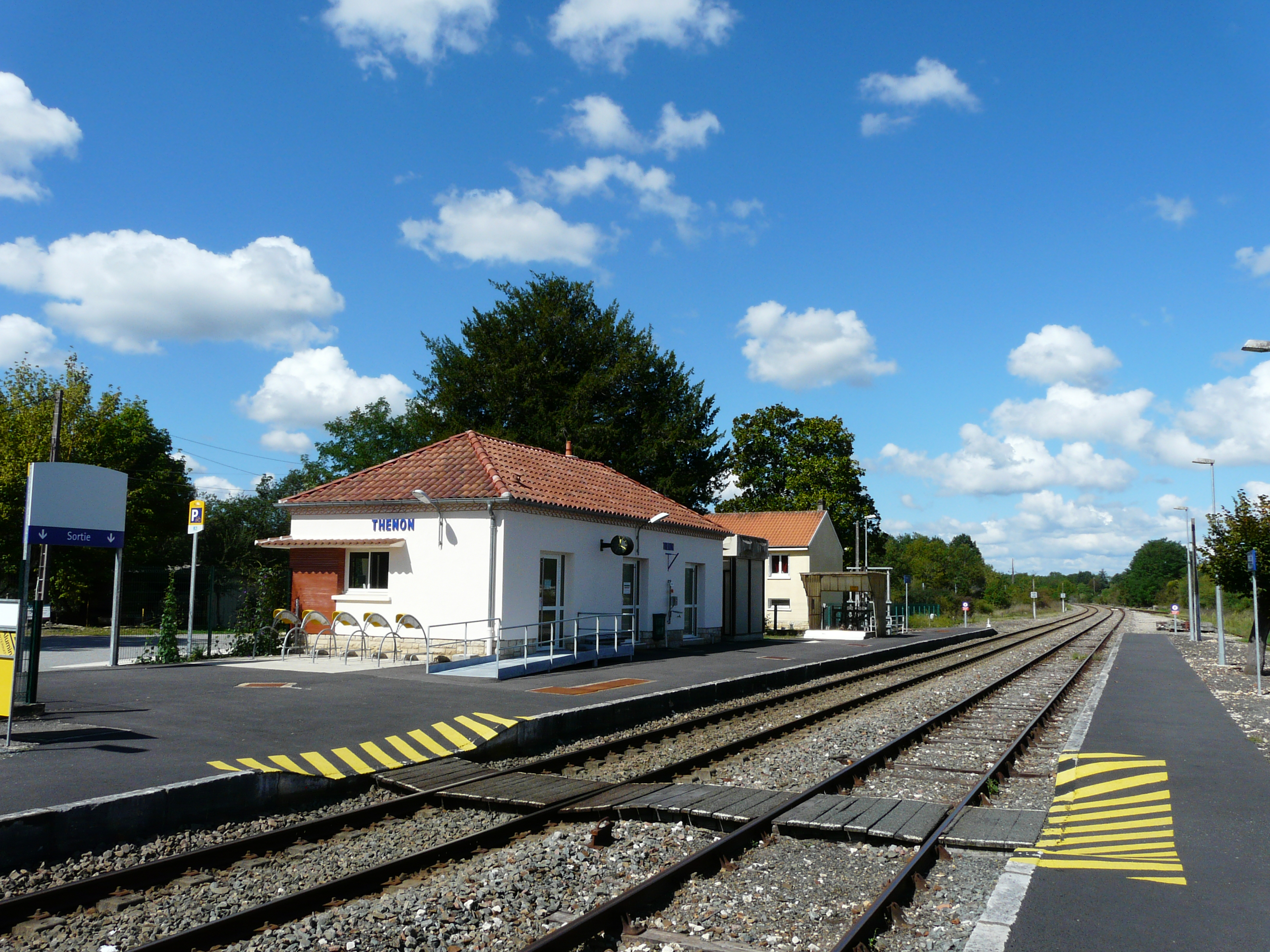
Вокзал
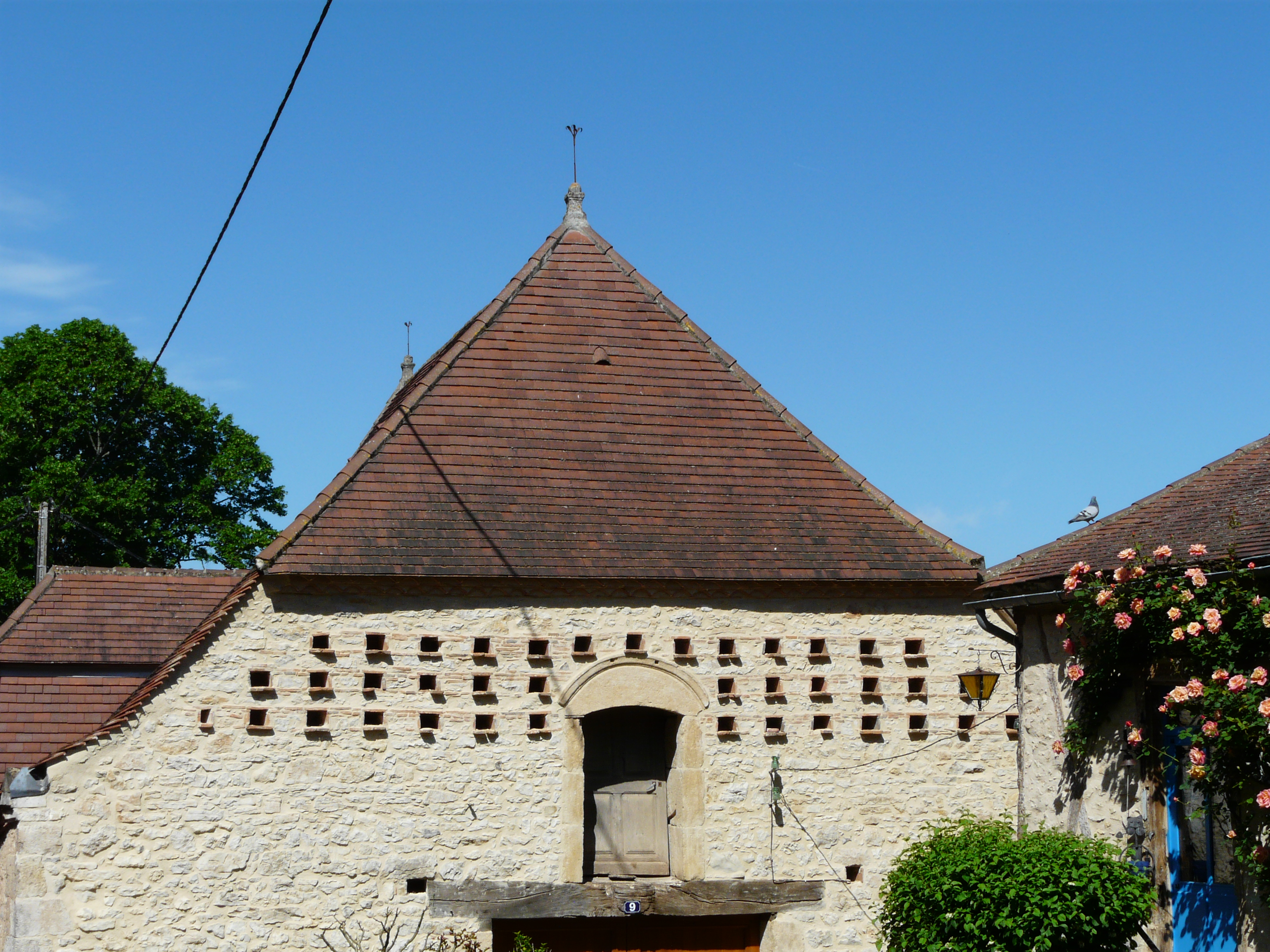
Голубятня
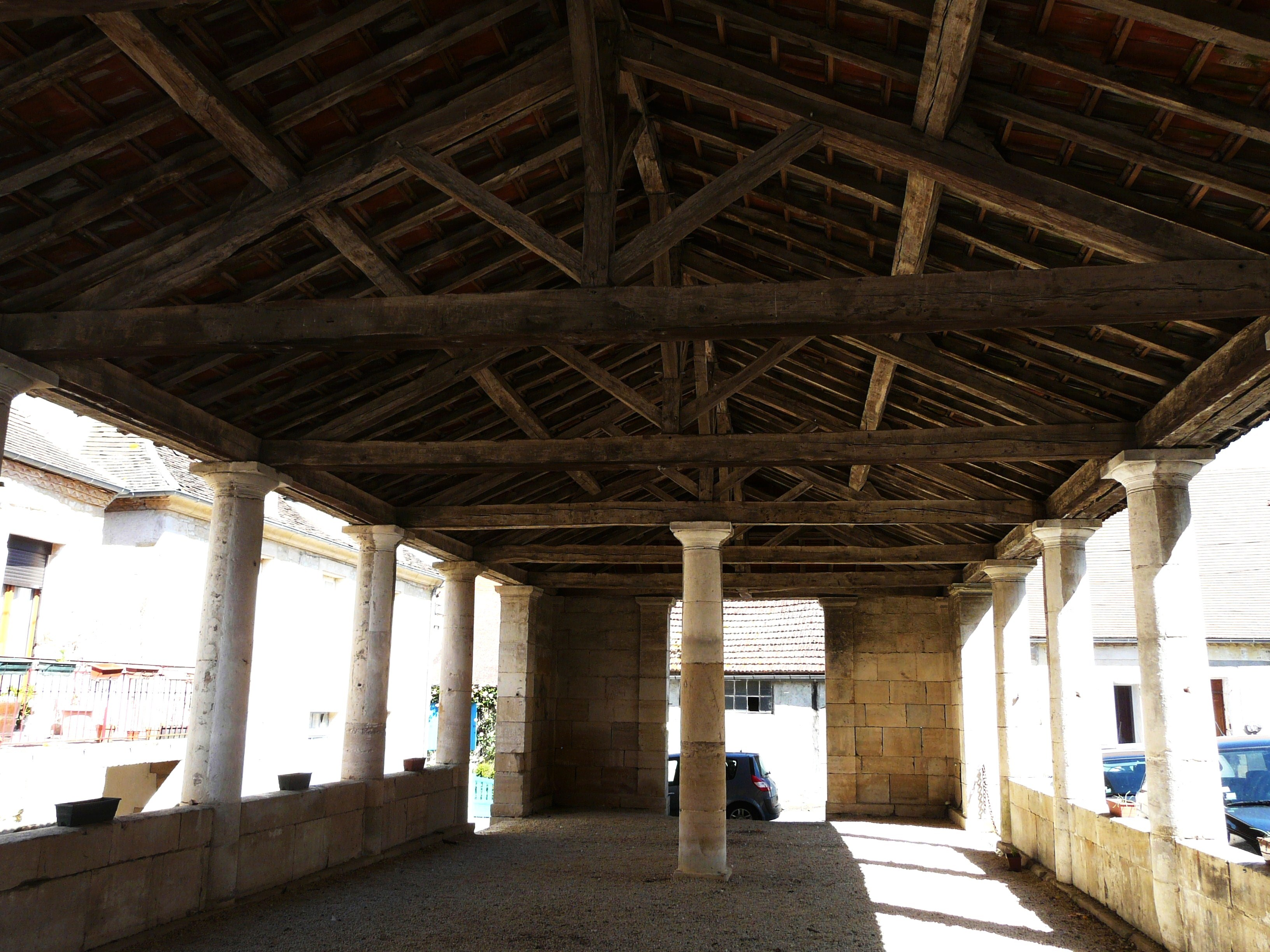
Крытый рынок
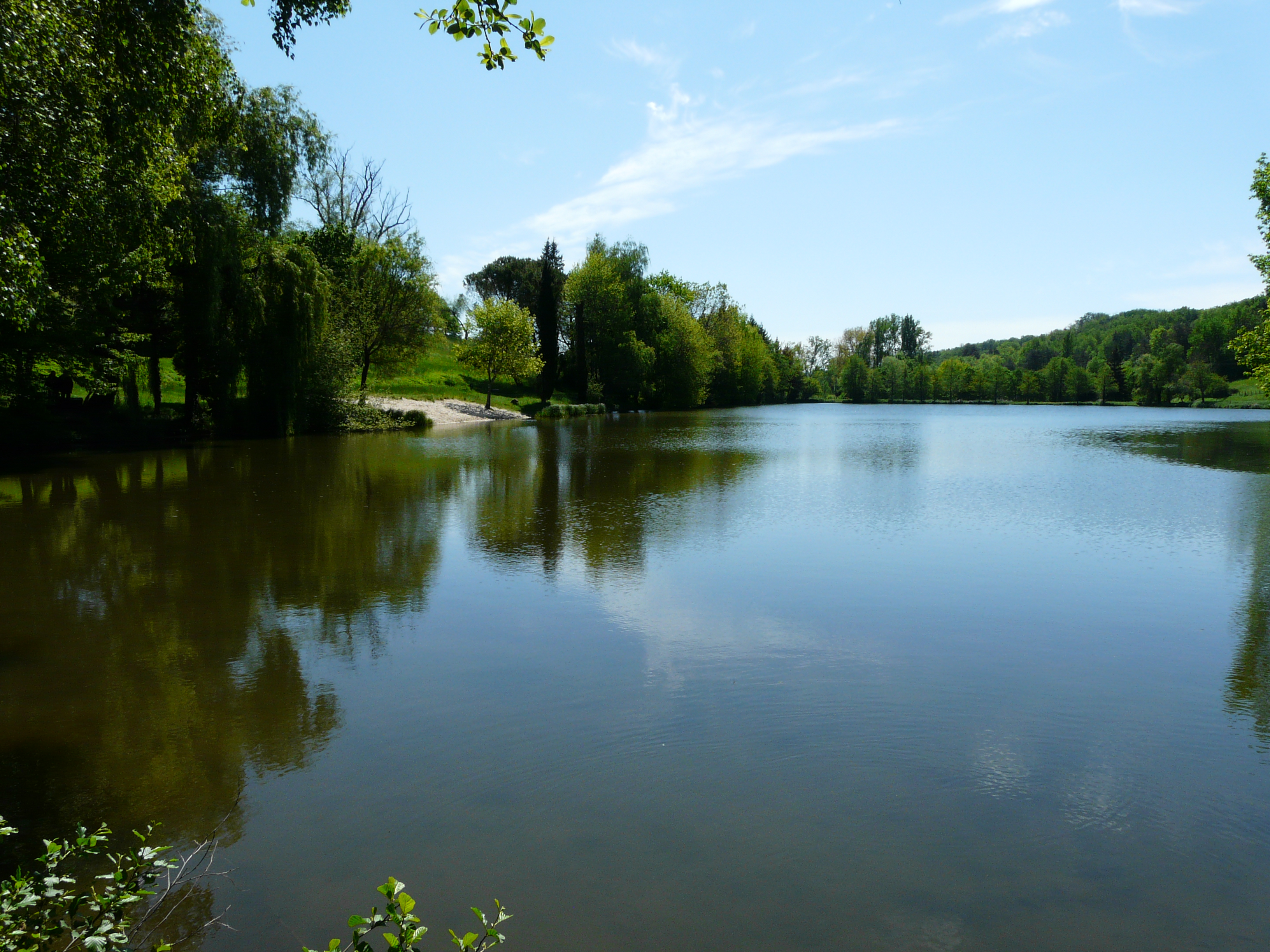
Озеро Мен
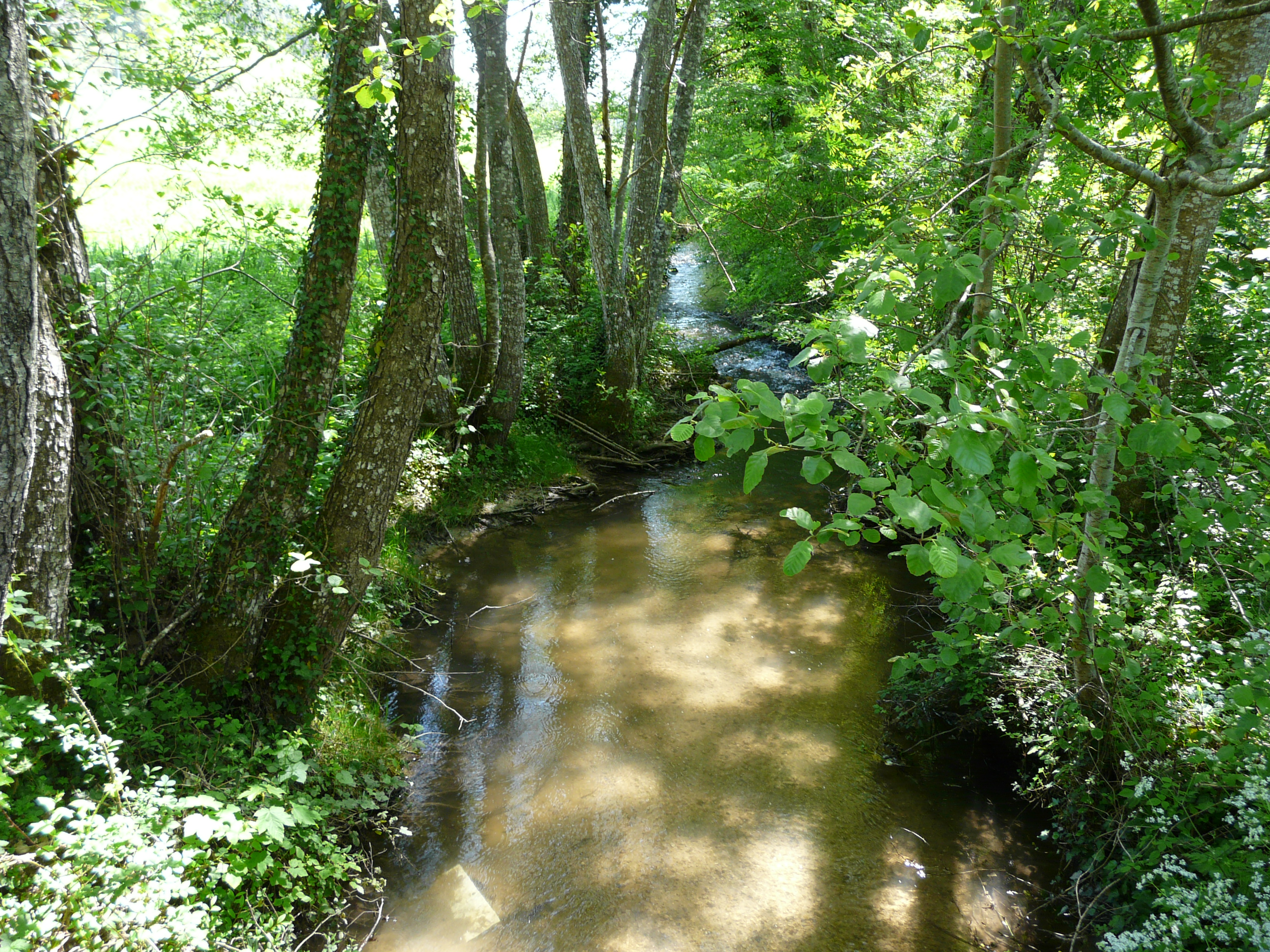
Река Лоранс